# تاکتیک‌ها و روش‌های اعتراضی پیرامون اعتراضات ۲۰۱۹–۲۰۲۰ هنگ کنگ
این فهرستی از تاکتیک‌ها و روش‌های اعتراضی استفاده شده توسط معترضان در اعتراضات ۲۰۱۹ هنگ کنگ است.

## تظاهرات

### رهبری غیرمتمرکز
بر خلاف انقلاب چتری در سال ۲۰۱۴، جنبش دموکراسی‌خواهی سال ۲۰۱۹ به روشی کاملاً غیرمتمرکز صورت گرفته‌است و توسط لس آنجلس تایمز «دارای سازماندهی بی عیب و نقص» توصیف شده‌است. جبههٔ مدنی حقوق بشر (CHRF) دارای سابقهٔ طولانی در سازماندهی جنبش‌های اجتماعی است و در ۹ و ۱۶ ژوئن برگزار کنندهٔ دو اعتراض گسترده بود. دموسیستو، به رهبری جوشوا وونگ، که در ابتدای جنبش در زندان به‌سر می‌برد و گروه‌های محلی‌گرایی، از هواداران خواستند تا در راهپیمایی‌ها، تظاهرات‌ها و سایر اقدامات عملی شرکت کنند. با این حال، بر خلاف اعتراضات ۲۰۱۴ هنگ کنگ، هیچ‌یک از این گروه‌ها ادعای رهبری این جنبش را نداشتند. بسیاری از قانون گذاران طرفدار دموکراسی در این اعتراضات حضور داشتند اما عمدتاً نقش حمایتی داشتند. تدارکات جنبش - آوردن مایحتاج، راه‌اندازی ایستگاه‌های پزشکی، ارتباط جمعی سریع - نتیجه تجربهٔ اعتراضات قبلی بود. این عدم متمرکز بودن رهبری منجر به روان شدن بیشتر شده‌ بود، اما همچنین باعث شده‌ بود که مقامات نتوانند نمایندگانی را برای مذاکره پیدا کنند یا فرد خاصی را تحت پیگرد قانونی قرار دهند.
در یکم ژوئیه، پس از آنکه معترضین به شورای قانون‌گذاری هجوم بردند، وونگ گفت «این عمل برای نشان دادن این بود که شورای قانون‌گذاری هرگز نماینده و صدای مردم نبوده‌است». وی همچنین اظهار داشت که اگر اعضای شورای قانون‌گذاری به صورت دموکراتیک انتخاب می‌شدند، هیچگاه راهپیمایی یا اعتراضی صورت نمی‌گرفت. با این حال، برخی از معترضین معتقد بودند که رهبری غیرمتمرکز باعث شده تا اعتراضات بدون برنامه‌ریزی صحیح و غیرقابل کنترل شود؛ این موضوع در اتفاق هجوم به ساختمان شورای قانون‌گذاری مشهود بود.
پروفسور فرانسیس لی از دانشگاه چینی‌ها در هنگ کنگ این نوع جدید جنبش غیرمتمرکز و بدون رهبر را الگوی اعتراض «منبع باز» نامید. از طریق یک فرایند مشارکتی، فعالان دموکراسی الکترونیکی قادر هستند با رای دادن به تاکتیک‌ها و تبادل اندیشه در مورد حرکت‌های بعدی خود همکاری کنند؛ به شکلی که مساوات‌خواهی حرف اصلی را می‌زند و نظر هر فرد با دیگری برابر است. گروه‌های تلگرامی و انجمن‌های آنلاین که دارای مکانیزم رای‌گیری برای تصمیم‌گیری‌های جمعی هستند، اغلب این هماهنگی‌های منعطف را امکان‌پذیر کرده‌اند.

### تاکتیک‌های انعطاف‌پذیر و متنوع

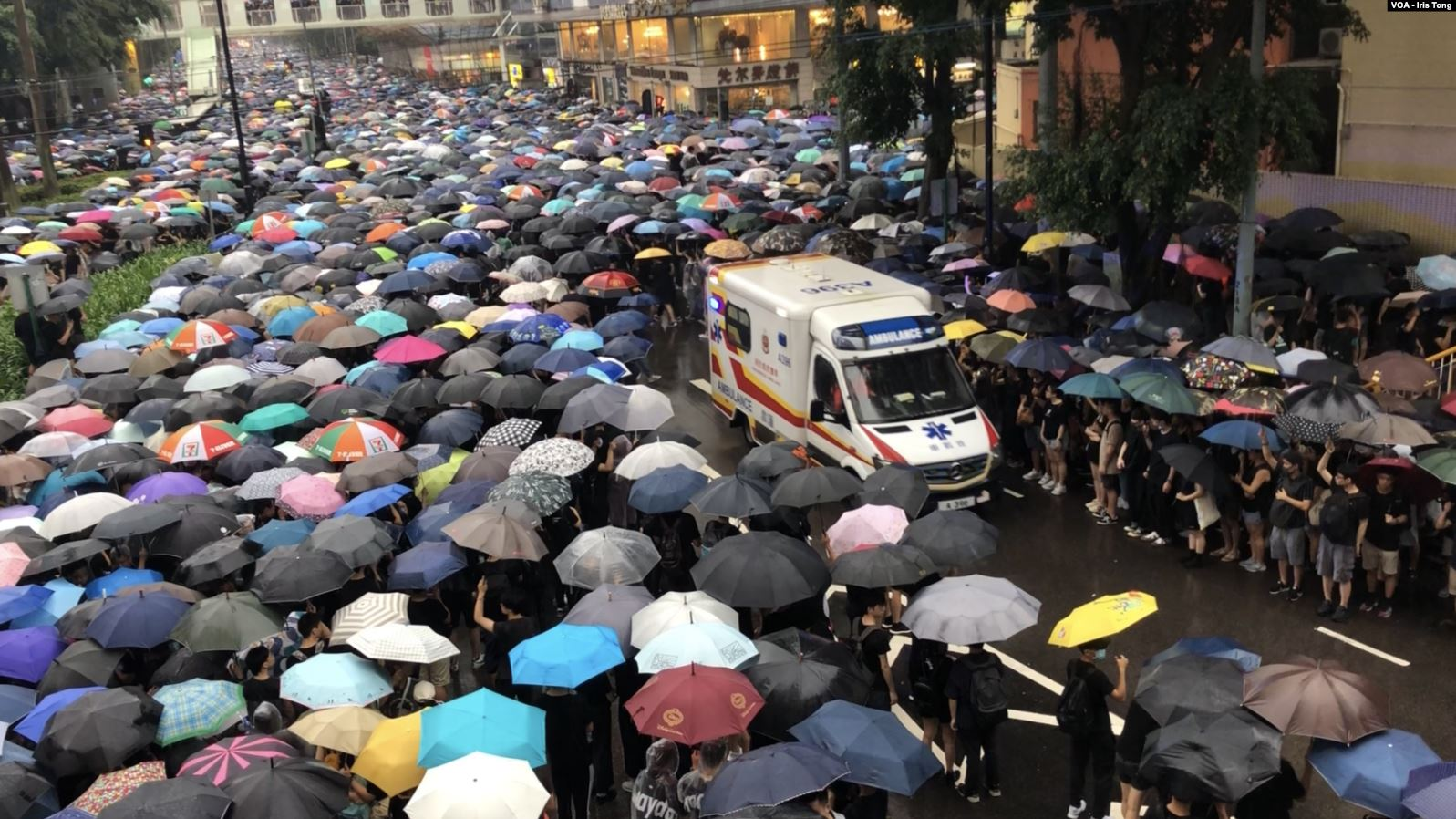
معترضین راه را برای آمبولانس باز می‌کنند

گفته می‌شود که معترضین فلسفهٔ بروس لی پیش‌گرفته‌اند، که «بی فرم و بدون شکل» باشند. با جابه‌جایی سریع و حرکت بین ساختمان‌های دولتی طی اعتراضات ۲۱ ژوئن، معترضین قصد داشتند فشارهایی بیشتر از تحمل دولت وارد کنند. با پیشروی پلیس، معترضین عقب‌نشینی می‌کنند تا از دستگیری خودداری کنند اما اغلب بعداً دوباره در همان مکان یا در مدت زمان کوتاهی در جاهای دیگر ظاهر می‌شوند.
یک تاکتیک دیگر پراکندگی جغرافیایی است. در حالی که اعتراضات هنگ کنگ در سال ۲۰۱۴ در ۳ مکان متمرکز بود، در جنبش ۲۰۱۹، تظاهرات‌ها و درگیری‌ها با پلیس هنگ کنگ به بیش از ۲۰ محلهٔ مختلف و سراسر جزیرهٔ هنگ کنگ، کاولون و مناطق جدید گسترش یافت.
اصل «جدا نشو» (不 割 蓆) به حفظ انسجام در کل طیف گستردهٔ سیاسی مبارزات کمک کرد. تنوع تاکتیک‌ها به شرکت‌کنندگان این امکان را می‌دهند تا ضمن احترام به نقش‌هایی که دیگران انجام می‌دهند، در سطوح مختلف کنشگری شرکت کنند. این در تضاد مستقیم با اعتراضات سال ۲۰۱۴ بود، جایی که چندین گروه معترض به انتقاد از یکدیگر می‌پردازند. لوئیس لاو، مفسّر سیاسی هنگ کنگی، گفت: با ترویج احترام متقابل به نظرات متفاوت در جنبش اعتراضی، «جدا نشو» به عنوان یک پل خدمت می‌کند. به حداقل رساندن درگیری داخلی برای دستیابی به اهداف بزرگ‌تر کلیدی است؛ یک عبارت رایج که به عنوان یک یادآور استفاده شده‌است این است: «خود و جمع را حفظ کنید؛ تفرقه‌ای نباشد.»
همبستگی بین معترضین و پایبندی به رویهٔ «جدا نشو» در دو تحصن اصلی در ۱۴ ژوئن و ۵ ژوئیه و تظاهرات مو نقره‌ای‌ها در ۱۷ ژوئیه مشهود شد. ده‌ها هزار نفر برای حمایت از اقدامات اعتراضی نسل جوان در این راهپیمایی‌ها شرکت کردند، در حالی که در مخالفت با وحشیگری پلیس، کری لم و مداخله‌گری دولت سرزمین اصلی چین محکم ایستاده بودند.

### بلوک سیاه و دفاعی گروهی

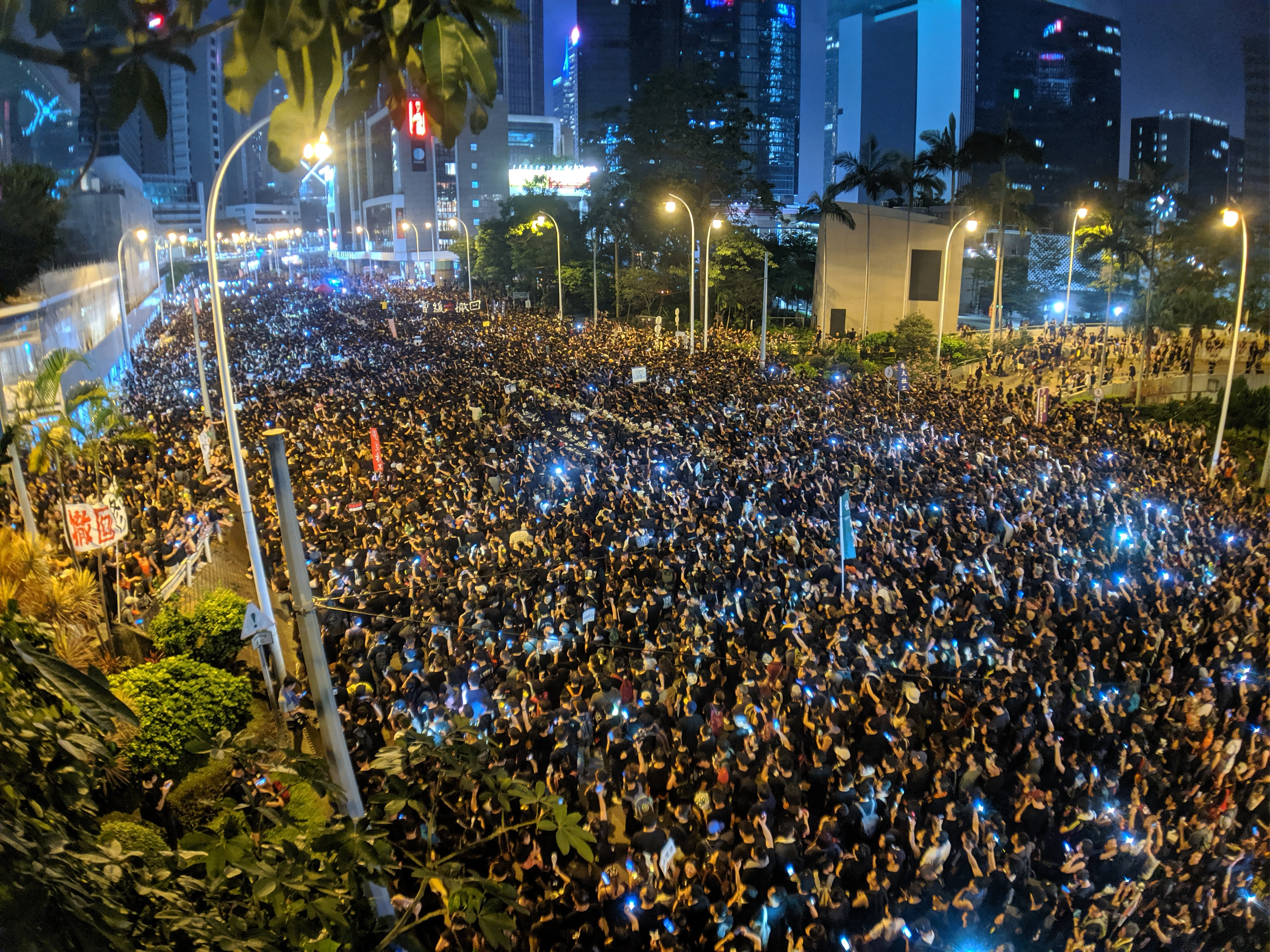
معترضین معمولاً در طول اعتراضات مشکی می‌پوشیدند.

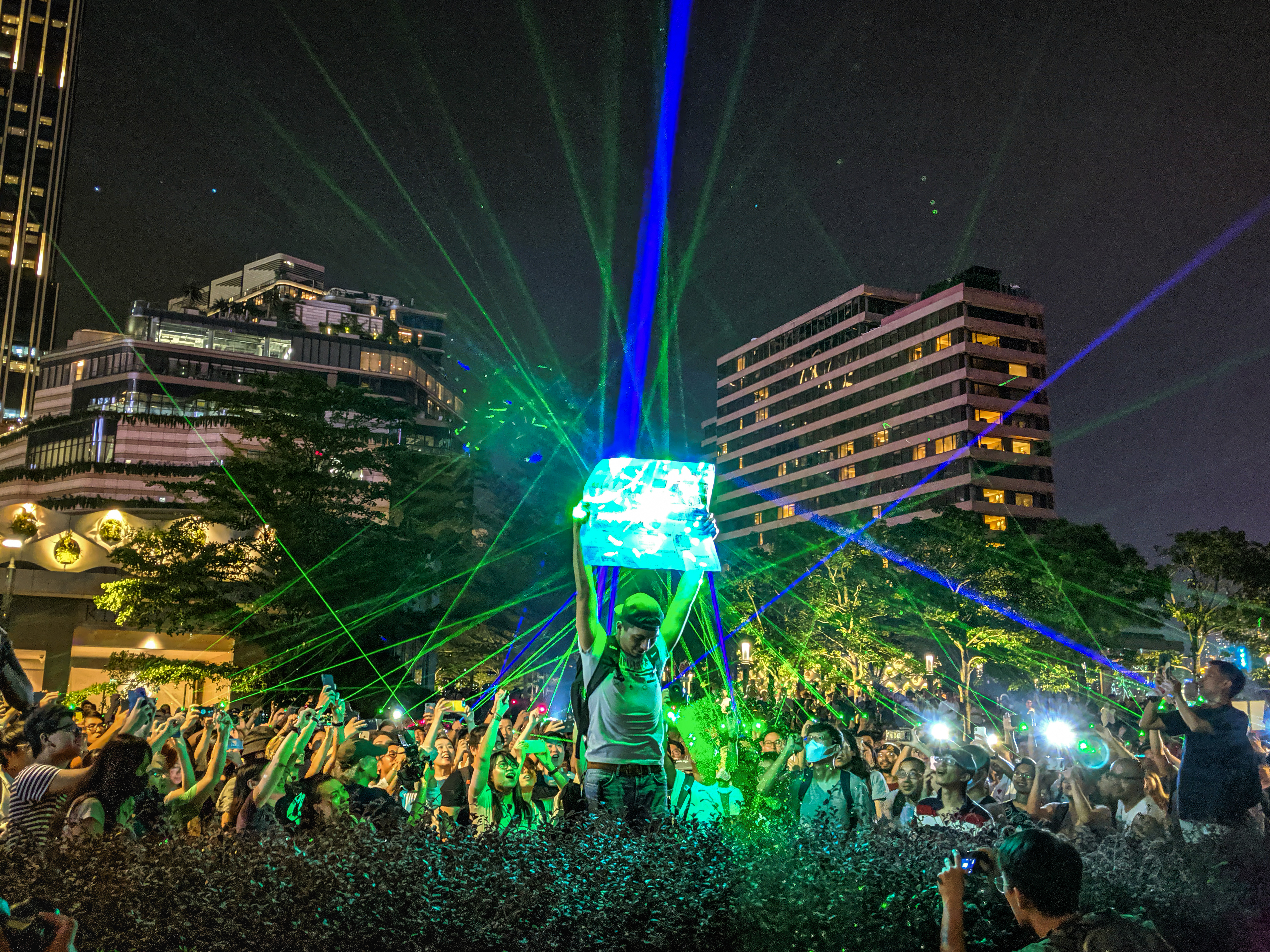
معترضین با نشانگرهای لیزری

در جریان اعتراضات خیابانی، روش‌های بلوک سیاه به ناشناس ماندن و حفظ حریم خصوصی تظاهرکنندگان کمک می‌کند و آنها را قادر می‌سازد که «آب باشند» و به عنوان یک گروه کارآمدتر عمل کنند. شرکت کنندگان در تظاهرات به‌طور فزاینده‌ای لباس سیاه می‌پوشند و از کلاه محکم و دستکش استفاده می‌کنند. برای مقاومت در برابر نظارت پلیس و محافظت در برابر سلاح‌های شیمیایی مانند گاز اشک آور و اسپری فلفل، ماسک صورت و عینک استخر نیز از لباس‌های پرطرفدار است و برخی حتی به ماسک‌های بنزینی ارتقا پیدا کرده‌اند. معترضین همچنین مجموعه‌ای از علائم اشاره را برای کمک به ارتباطات ابداع کرده‌اند.
معترضین همچنین در طول تظاهرات نقش‌های مختلفی را بر عهده گرفته‌اند. معترضان مسالمت آمیزی که شعار می‌دهند، تدارکات را توزیع می‌کنند و به عنوان پزشک داوطلب می‌شوند، در حالی که دیگران در صف اول اعتراضات گاز اشک‌آور را از بین‌می‌برند و رهبری را بر عهده می‌گیرند. معترضین از اشاره‌گرهای لیزری برای منحرف کردن پلیس، پاشیدن رنگ بر روی دوربین‌های مداربسته و چترهای بازشده برای محافظت و پنهان کردن هویت گروه معترض و جلوگیری از تشخیص چهرهٔ آنها استفاده کرده‌اند. هنگامی که معترضین از طریق ام‌آرتی جابه‌جا می‌شدند، اغلب کمک‌های مالی برای تغییر لباس‌های سایر فعالان جمع می‌کردند، و همچنین برای خرید بلیط‌های یکبار مصرف و جلوگیری از پیگیری از طریق کارت اختاپوسی پول می‌گذاشتند.
با تشدید اعتراضات و زمانی که پلیس شروع به استفاده از ابزارهای پیشرفته‌تر در کنترل شورش کرد، فعالان وسایل حفاظتی خود را به تخته‌های موج‌سواری‌ای مجهز کردند که به عنوان سپر استفاده می‌شد. انقلاب ۲۰۱۴ اوکراین معمولاً به عنوان منبع الهام معترضین هنگ کنگی توصیف می‌شود.

### اقدامات توهین‌آمیز و «مبارزان»
چندین سازمان رسانه‌ای دو گرایش تأثیرگذار در اعتراضات را شرح داده‌اند: «مبارزان شجاع» در جبهه‌ها و اردوگاه اکثریت «صلح غیرخشن» که درارتباط با تظاهرات گسترده، نافرمانی مدنی و اقدامات خلاقانهٔ بی‌شماری بوده‌اند. یک مطالعه در مورد اعتراضات درجریان توسط محققان از چندین دانشگاه هنگ کنگ نشان داد که «اکثر شرکت کنندگان توافق کرده‌اند که حداکثر تأثیرگذاری تنها هنگامی حاصل می‌شود که اجتماعات صلح آمیز و اقدامات مقابله‌کننده در یک راستا کار کنند.» بسیاری از معترضین «صلح‌جو، منطقی و مخالف خشونت» نیز ابراز داشتند از «مبارزان شجاع» جدا نخواهند شد حتی با این وجود که با تاکتیک‌هایشان موافق نیستند. برخی از آنها نیز با اهدای منابع و گذاشتن پول و سکه به عنوان کرایه برای مبارزانی پس از اعتراضات به خانه می‌رفتند، به آنها کمک کرده‌اند. برخی نیز به عنوان راننده داوطلب می‌شدند تا این معترضان تندرو را به خانه ببرند.
در اوایل اوت سال ۲۰۱۹، معترضین تیرکمانی برای تیراندازی آجر به ایستگاه پلیس ساختند. آجر و تخم مرغ نیز به سمت مأموران پلیس پرتاب شد. در ۲۵ اوت ۲۰۱۹، شورشیان تندرو شروع به پرتاب کوکتل مولوتوف به سمت پلیس کردند. برای جلوگیری از پیشرفت پلیس به سمت معترضین، صابون و باتری‌ها روی زمین ریخته شد. قوطی‌های گاز اشک آور را با آب خاموش کردند یا به سمت پلیس انداختند. علاوه بر این، لیزرها توسط معترضین به روی پلیس تابانده شد. همچنین در همان روز، گروهی از پلیس با سلاح‌های دست‌سازی از جنس چوب و میله تحت تعقیب و حملهٔ جمعیت زیادی از معترضین قرار گرفتند. بعد از عقب‌نشینی پلیس از نزدیکی معترضین، به تعداد مأموران پلیس افزوده شد و درگیریی‌ها منجر به شلیک نخستین تیرهوایی این اعتراضات شد.
بعد از هجوم به مجتمع شورای قانون‌گذاری، رسانه‌ها از جمله سی‌ان‌ان و گاردین خاطرنشان کردند که پیام‌هایی که معترضین روی دیوار اسپری می‌کنند یا روی بنرها نمایش داده می‌شود، به ویژه عبارت «اگر ما بسوزیم، شما هم با ما می‌سوزید!» که از رمان زاغ مقلد نوشتهٔ سوزان کالینز فیلم اقتباسی آن است، ناامیدی معترضین و بدبینی و موضع سختگیرانه آنها را منعکس کرد، که تضاد کاملی با آنچه در جریان جنبش چتری ۲۰۱۴ اتفاق افتاده بود، دارد. شکست انقلاب چتری، که تا حد زیادی صلح آمیز بود، برخی از معترضان جوان را وادار کرد که به روش‌های رادیکال متوسل شوند زیرا احساس ناامیدی می‌کنند که «صلح‌جو، منطقی و مخالف خشونت» بودن در هنگ کنگ بی‌فایده است. به گفتهٔ هنگ کنگ فری پرس، این نسل از مبارزان در شعاری که توسط شخصی دیوارنویسی شده بود، خلاصه می‌شود: «شما کسانی هستید که به من آموختید مبارزات مسالمت‌آمیز راه به جایی نمی‌برد.»
در مقاله‌ای برای س.چ.م. پ، الکس لو این اعتراضات را به عنوان دو گروه جداگانه توصیف کرد که «ممکن است با هم ارتباط داشته باشند اما اهداف، مقصود و استراتژی‌های بسیار متفاوتی دارند.» لو یک گروه را جنبش مسالمت آمیز و گروهی دانست که عموماً توجه بین‌المللی را به خود جلب می‌کند، در حالی که معترضین دیگر را بخشی از یک جنبش جدایی‌طلب رادیکال توصیف کرد. برخی از معترضین از ایدهٔ «تخریب متقابل» حمایت کردند، اصطلاح عامیانهٔ کانتونی که حاکی از آن است که با بی‌ثباتی اجتماعی و فروپاشی اقتصادی هنگ کنگ، مردم اقدام‌های لازم را برای سرنگونی ح.ک. چ را انجام می‌دهند که در این صورت به جامعه اجازه می‌دهد تا شروعی دوباره داشته باشد و به «دموکراسی واقعی» دست یابد.

## اعتراضات جایگزین

### دیوارهای لنون محله‌ای

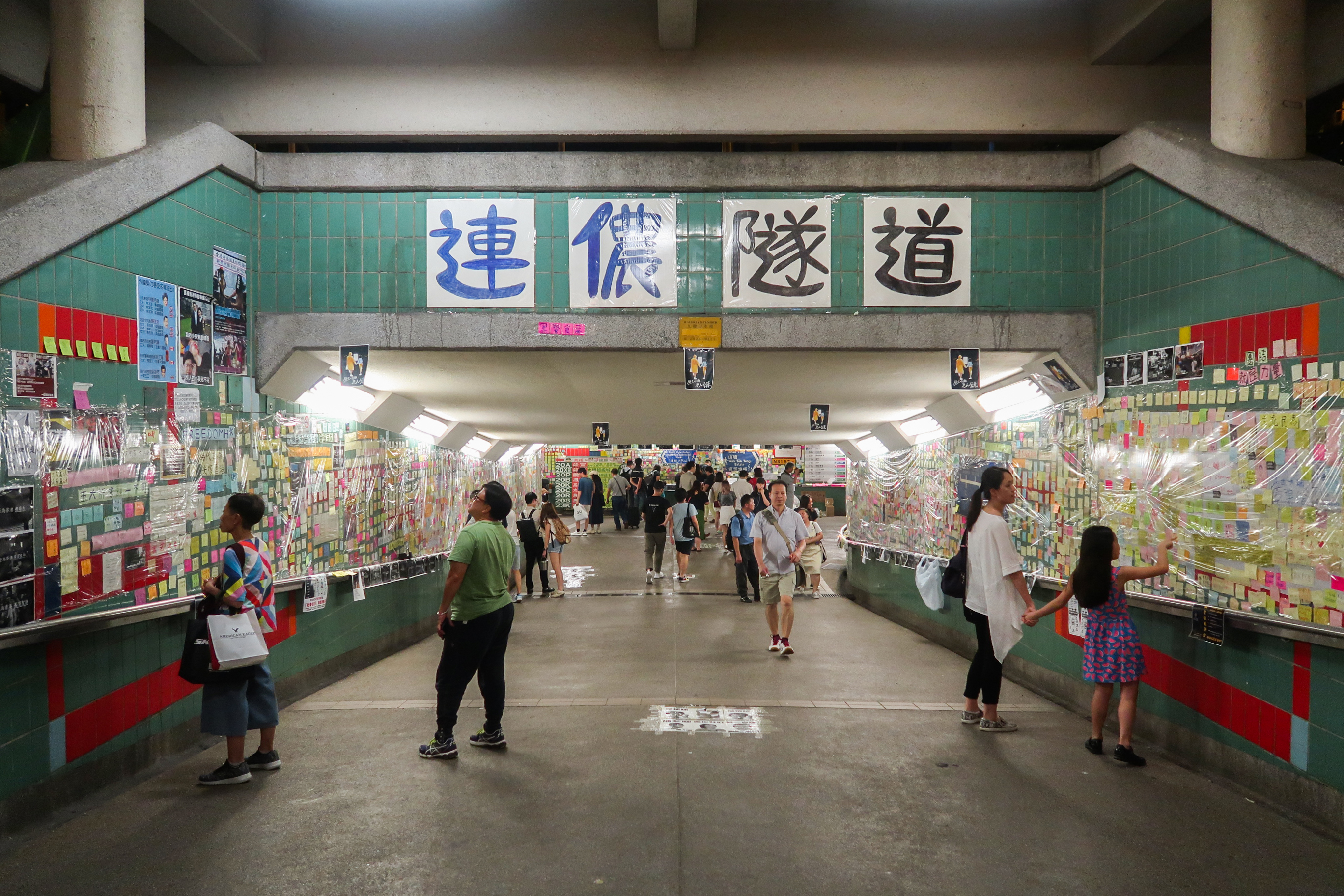
تونلی در نزدیکی ایستگاه ام‌آرتی بازار تای‌پو که ملقب به «تونل لنون» است.

دیوار لنون اصلی بار دیگر در جلوی پله‌های ساختمان اداری دولت مرکزی هنگ کنگ برپا شده‌است. در ماه‌های ژوئن و ژوئیه، دیوار لنون پوشیده از پیام‌های رنگارنگ برای آزادی و دموکراسی «در همه جا شکوفه زده‌است» (遍地開花) و در کل هنگ کنگ ظاهر شده‌است؛ حتی در داخل دفاتر دولتی، از جمله رادیو تلویزیون هنگ کنگ و دفتر نوآوری و هماهنگی سیاست. براساس نقشه‌ای که از هنگ کنگ تهیه شده‌است، بیش از ۱۵۰ دیوار لنون در سراسر منطقه وجود دارد.
دیوارهای لنون منجر به درگیری بین شهروندان طرفدار دموکراتیک و طرفدار پکن شده‌است که برخی از آنها سعی در پاره کردن پیام از دیوارها داشته‌اند و فعالین حامی دموکراسی را مورد آزار جسمی قرار داده‌اند. پلیس همچنین اطلاعات شخصی افسران را از دیواری در تای‌پو حذف کرد.
دیوارهای لنون همچنین در تورنتو، ونکوور، توکیو، برلین، لندن، ملبورن، منچستر، سیدنی، تایپه و اوکلند دیده شده‌اند. پیام‌های همبستگی با جنبش دموکراسی‌خواهی هنگ کنگ به دیوار اصلی لنون در پراگ اضافه شده‌است. در تاریخ ۳۰ ژوئیه، در هنگام درگیری بین دانشجویان طرفدار دموکراسی و طرفدار ان چین در هنگام برپایی دیوار لنون در دانشگاه اوکلند، یک دانشجوی زن در هنگ کنگی مورد حمله قرار گرفت.

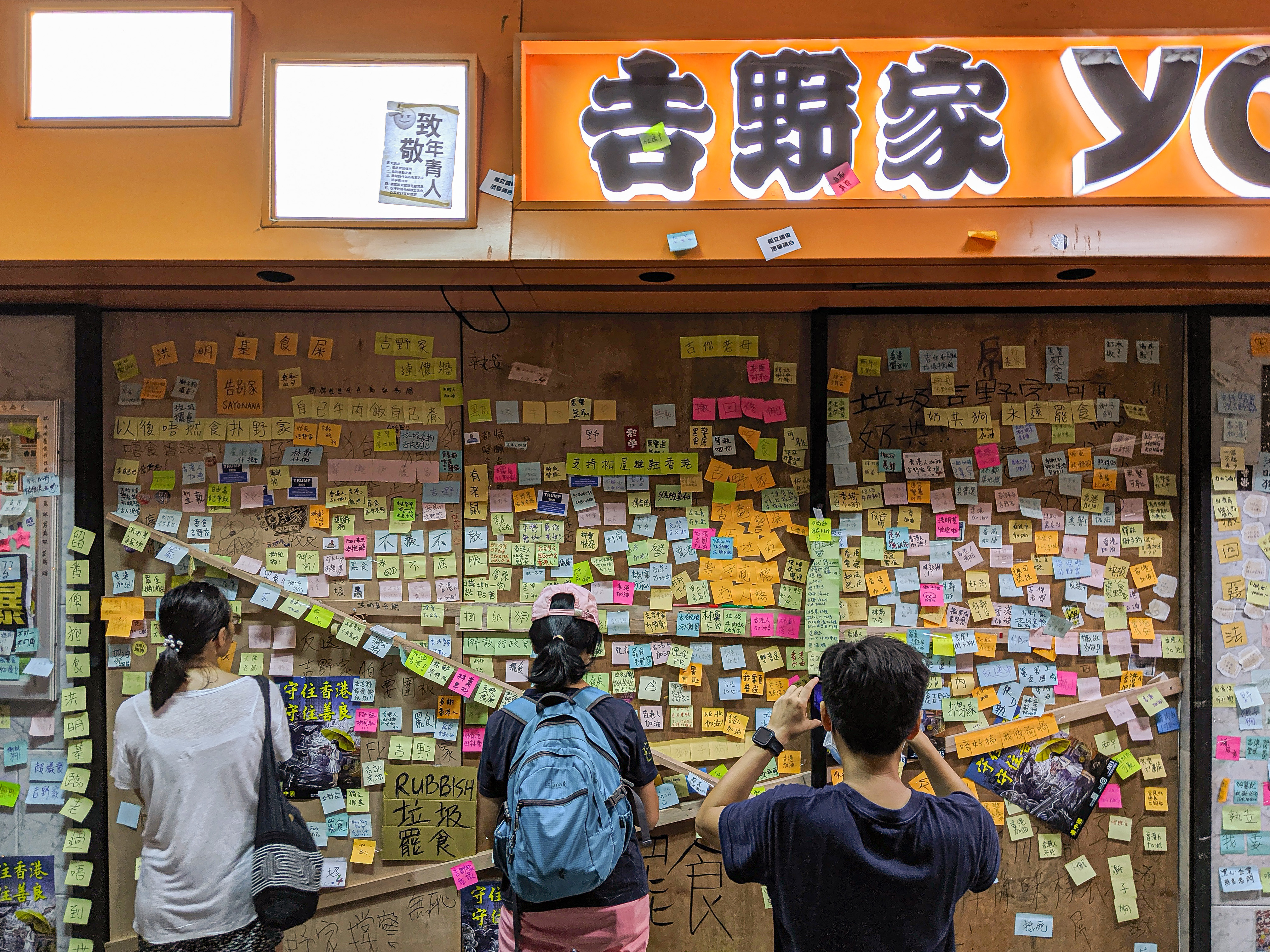
دیوار لنون در بیرون فست فود زنجیره‌ای یوشینویا، هنگ کنگ. اعتراضی به تصمیمات تبلیغاتی آنها.

### بایکوت‌ها
ادارهٔ ارتباطات تقریباً ۱۲٬۰۰۰ شکایت از نحوهٔ پوشش اخبار توسط تی‌وی‌بی و جهت‌گیری آن‌ها به نفع اردوگاه حامیان پکن و ح.ک. چ دریافت کرد. معترضان معتقدند که تی‌وی‌بی روایتی بیش از حد ساده و با اطلاعات محدود ارائه می‌داد، از این رو از شیوه‌های سانسور آشکارتر خودداری می‌کرد. با توجه به این، برخی از شرکت‌های تجاری، از جمله شعبه‌های پوکاری سوئیت و پیتزا هات در هنگ کنگ، تبلیغات خود در تی‌وی‌بی را برای خشنودی معترضین لغو کردند، اقدامی که خشم مشتریان آنها در سرزمین اصلی چین را برانگیخت.
بعد از اینکه تبلیغی در تمسخر اقدامات ظالمانهٔ اخیر پلیس در صفحهٔ فیس بوک شرکت یوشینویا ظاهر شد، این فست‌فود زنجیره‌ای ژاپنی اعلام کرد که قرارداد خود با این آژانس تبلیغاتی را قطع کرده‌است. این اقدام باعث انتقاد معترضین شد. معترضین همچنین یک کمپین آنلاین با نام «Bye Buy Day HK» (خداحافظ روز خرید هنگ کنگ) را آغاز کردند، که از فعالان می‌خواست هر جمعه و شنبه پول کمتری خرج کنند و از خرید یا غذا خوردن در شرکت‌های طرفدار پکن اجتناب کنند.
پس از اینکه بازیگر چینی لیو ییفئی از طریق سینا ویبو حمایت خود را از پلیس هنگ کنگ ابراز کرد، کاربران توییتر (از جمله معترضان هنگ کنگ) خواستار تحریم فیلم آیندهٔ دیزنی، مولان، شدند که در آن ییفئی بازیگر نقش اصلی‌ست.

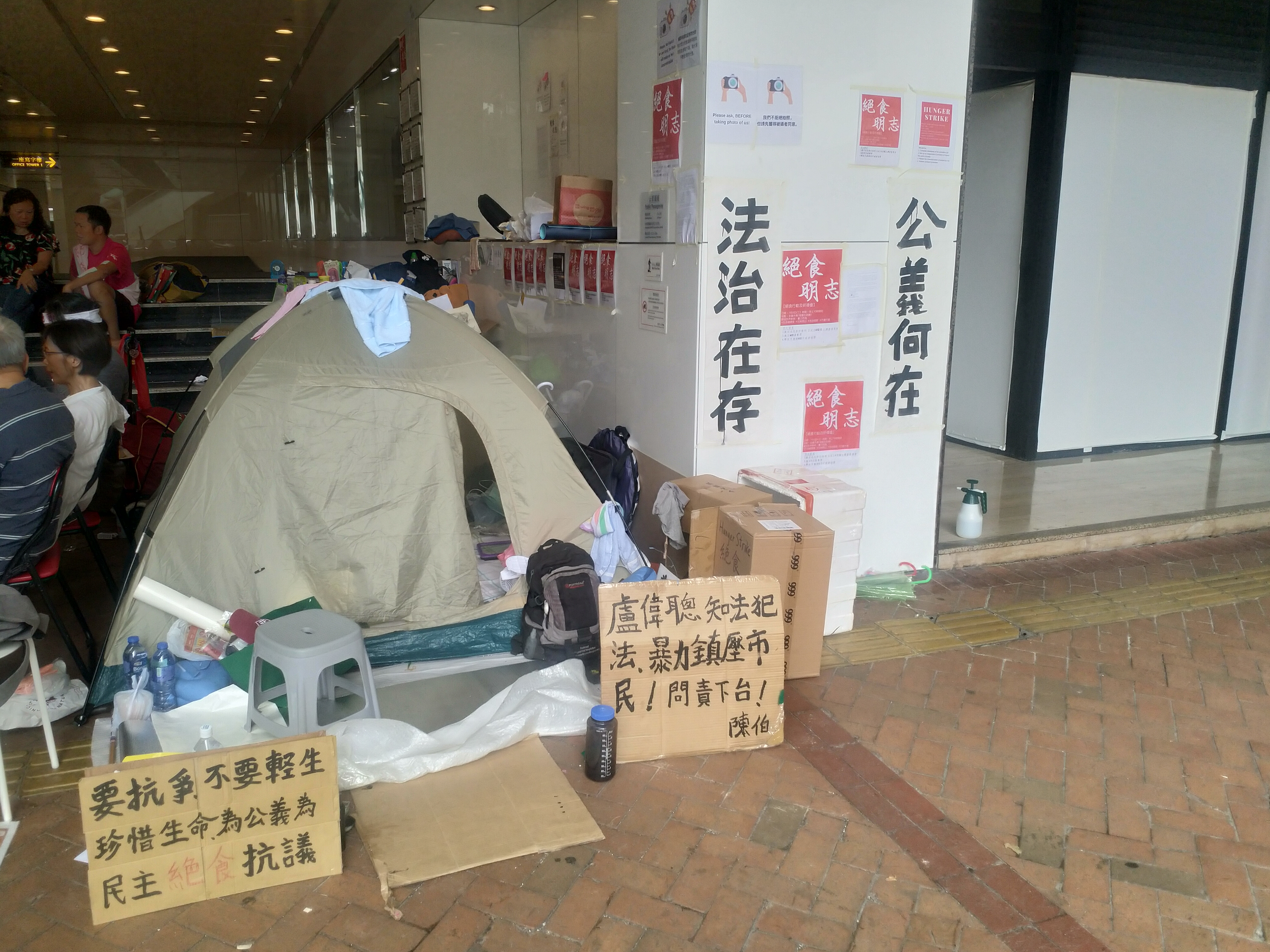
اعتصاب کنندگان غذا خارج از مرکز آدمیرالتی. ۹ ژوئیه ۲۰۱۹

### اعتصاب غذا
گروهی از معترضین در پی راهپیمایی ۱ ژوئیه در آدمیرالتی، دست بهاعتصاب غذا زدند. واعظ روی چان این اقدام را آغاز کرد و حدود ۱۰ نفر دیگر از جمله نمایندهٔ پارلمان حزب کارگر، فرناندو چونگ به آن پیوستند. آنها در نزدیکی جاده هارکورت در آدمیرالتی اردو زده‌اند، با تابلوهای زیادی در جهت اطلاع‌رسانی به مردم درمورد اهدافشان. حداقل پنج نفر قول داده‌اند که تا زمان رسمیت لایحهٔ استرداد، روزه خود را ادامه دهند.

### جنبش‌های نافرمانی مدنی
برخی از فعالان دموکراسی، نافرمانی مدنی و تاکتیک‌های اقدام عملی را اتخاذ کرده‌اند. مثال‌ها شامل اختلال در عملیات دولت، اشغال مناطقی در نزدیکی برج رون‌یو و محاصرهٔ قرارگاه پلیس در وان‌چای است.
در اواسط ماه ژوئن، معترضین خدمات ام‌آرتی را با مسدود کردن درهای قطار و فشار دادن دکمه‌های توقف اضطراری در ایستگاه‌های مختلف قطار مختل کردند. دموسیستو همچنین در ایستگاه می‌فو تجمع کردند تا سطح آگاهی در مورد این موضوعات را افزایش دهند و از مسافران خواست تا به «حفاظت از دانشجویان» کمک کنند. اختلال در خدمات ام‌آرتی پس از حملهٔ یئون‌لانگ در ۲۱ ژوئیه و معترضین مخل خدمات قطار در ایستگاه آدمیرالتی باعث شد تا شرکت ام‌آرتی به دلیل سوء مدیریت بازخواست شود. انسداد خدمات ام‌آرتی باعث عکس‌العمل‌های متفاوتی از سایر مسافران شد.
در ۳۰ ژوئیه، جنبش نافرمانی مدنی بار دیگر سرویس ام‌آرتی را در ساعات پررفت‌وآمد صبحگاهی هدف قرار داد. حدود سه ساعت، فعالان خط کون‌کونگ را در یک ایستگاه تعویض مختل کردند. به دلیل قطع خدمات، ام‌آرتی حمل و نقل رایگان اتوبوس را برای مسافران آسیب دیده فراهم کرد. یک قطار در ایستگاه نورث پوینت در جزیره هنگ کنگ نیز مورد هدف تظاهرکنندگان قرار گرفت. کارکنان راه‌آهن تهدید به اعتصاب در ۳۰ ژوئیه کردند، اما اتحادیه‌های راه‌آهن به‌طور رسمی مشارکت در اقدامات اعتصابی را تأیید نکردند.

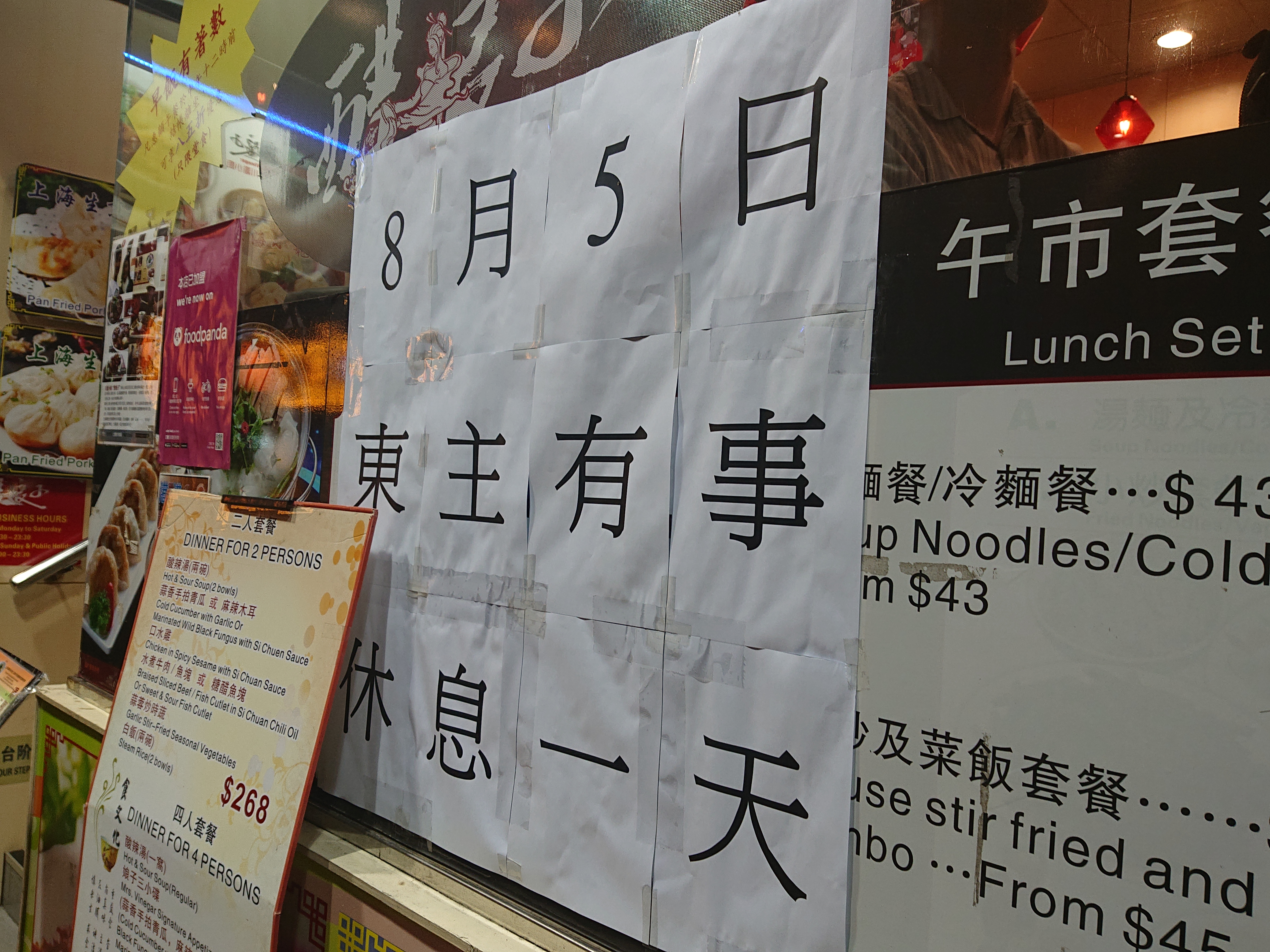
اطلاعیه رستوران در مورد تعطیلی در ۵ اوت

در جریان اعتصاب عمومی در ۵ اوت، معترضین درهای ایستگاه‌های مختلف ام‌آرتی را مسدود کردند. در نتیجه، بخش زیادی از شبکهٔ ام‌آرتی فلج شد. جنبش نافرمانی مدنی، ساعات پررفت‌وآمد را هدف قرار داد تا افراد را از مسافرت به محل کار یا بازگشت به خانه بازدارد. فعالان درگیر گفتند هدف آنها برای جلوگیری از رفتن مسافران به محل کارشان کار در مناطق تجاری مهم مانند سنترال، تسیم شا تسوی و مونگ کوک بود. در طول اعتصاب یک زن باردار، در حالی که ساعت‌های زیادی را در ایستگاه قطار منتظر شده بود، احساس ناخوشی کرد و از امدادگران درخواست کمک کرد.
در همان روز، این جنبش همچنین جاده‌ها را مورد هدف قرار داد؛ به‌طوری که معترضین از وسایل نقلیه خود برای اختلال در ترافیک از جمله توقف در خطوط و رانندگی آهسته در چهارراه استفاده کردند. برخی از معترضین برای مسدود کردن جاده‌ها از وسایل مختلفی از جمله نرده‌های کنار خیابان، مخروط‌های راهنمایی و رانندگی، موانع و سطل آشغال استفاده کردند که باعث شد تعدادی از وسایل نقلیه نتوانند از آن عبور کنند. این عمل بسیار متداول است و چندین بار در تونل کراس هاربر اتفاق افتاده‌است و مانع از عبور و مرور ترافیک از طریق یکی از شلوغ‌ترین گذرگاه‌های هنگ کنگ شده‌است. گزارش‌ها حاکی از آن است که فرودگاه بین‌المللی هنگ کنگ تحت تأثیر اقدامات اعتصابی قرار گرفته و در نتیجه تعداد زیادی لغو پرواز و تأخیر در پرواز به وجود آمده‌است. عکس‌ها بسیاری از مسافرانی که منتظر هستند، منتشر شده‌است.

### محاصره ایستگاه پلیس
با شروع در اواخر ماه ژوئن، به یک روش استاندارد تبدیل شده‌است که راهپیمایی‌های مسالمت‌آمیز در طول روز به اقدامات عملی رادیکال‌تر در شب تبدیل می‌شوند، که غالباً ایستگاه‌های پلیس را با اعتراضات خیابانی، محاصره و خرابکاری هدف قرار می‌دهند. بسیاری از محاصره‌ها نیز اقدامات همبستگی‌آمیز در پاسخ به تاکتیک‌های شدید پلیس و دستگیری‌های اخیر فعالان دموکراسی بودند. ایستگاه‌های مختلف پلیس در یوون لانگ، تین شوی وای، ما آن شان، تسونگ کوان او، کوون تانگ، تسیم شا تسوی و شم شوی پو و همچنین دفتر مرکزی پلیس محاصره شدند. معترضین سنگرهایی را ساختند، ساختمان‌های نیروی پلیس هنگ کنگ را خراب کردند، آجرها و تخم‌ها را پرتاب کردند و بر روی دیوارهای بیرونی ایستگاه شعار نوشتند.
جفری ان‌گو، محقق دموسیستو، توضیح داد: «بین بسیاری از احساسات این احساس وجود دارد که … برخی رویارویی‌های فیزیکی تنها راهی‌ست که باعث می‌شود رژیم به خواسته‌های شهروندان گوش کند.» عدم موفقیت جنبش‌های دموکراسی‌خواه قبلی، نگرانی در مورد فساد و عدم پاسخگویی کری لم باعث شده‌است که بسیاری به این نتیجه برسند که تشدید تاکتیک‌های اعتراضی ضروری است. در اوایل ماه اوت، اینترسپت با یک روزنامه‌نگار با تجربه در طول پوشش این ناآرامی‌های مدنی مصاحبه کرد و او اظهار داشت که اگرچه معترضان از عواقب قانونی محتمل بسیار آگاه هستند، اما «ترس هنگ کنگی‌ها ریخته‌است.»
محاصرهٔ ایستگاه‌های پلیس تا اوایل ماه سپتامبر به عنوان یک تاکتیک معمول و نمایشی شبانه ادامه داشته‌است.

### زنجیرهٔ انسانی

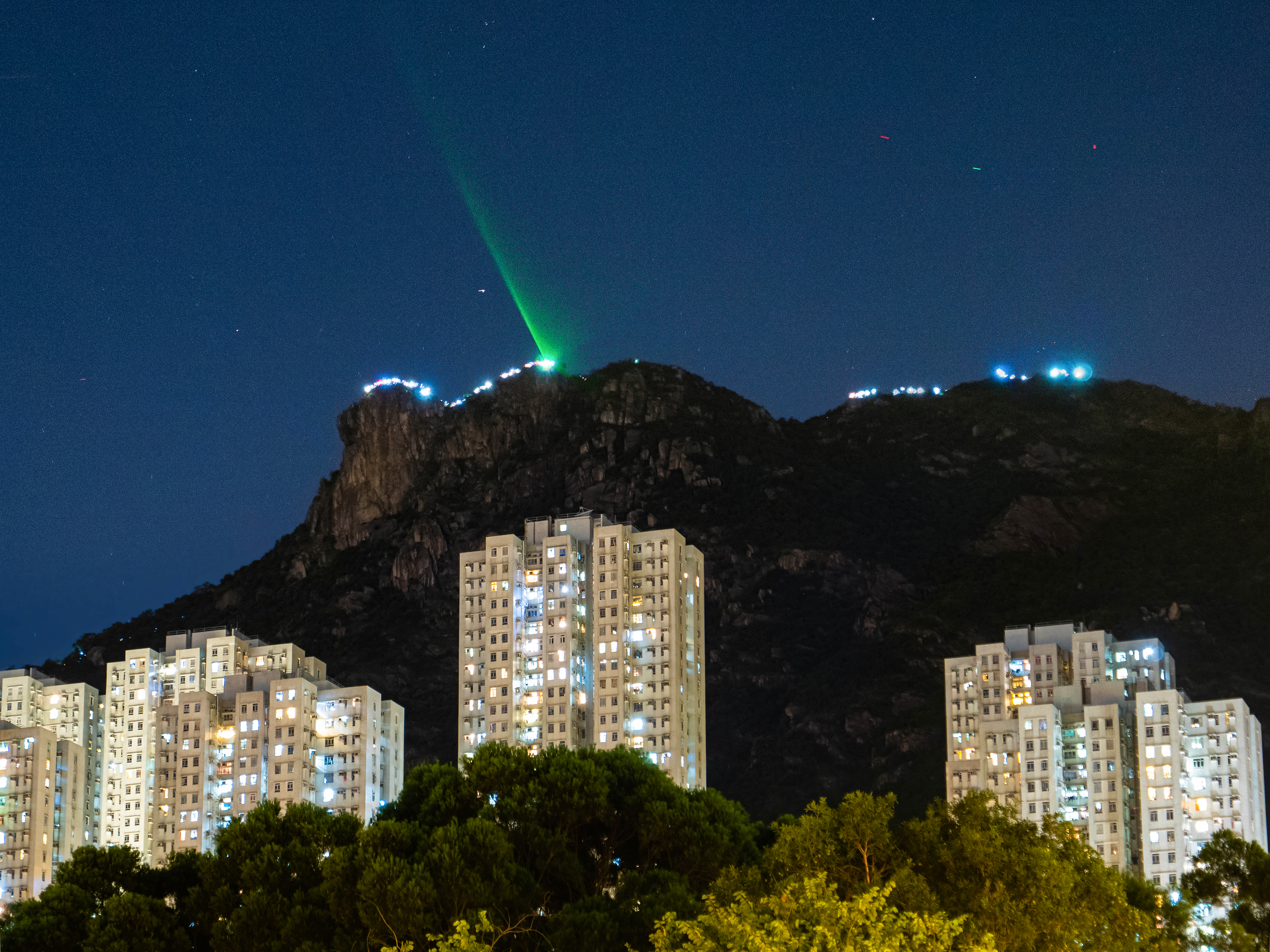
در ۲۳ اوت ۲۰۱۹، بیش از ۱۰۰۰ دوندهٔ کوهستانی و دوستدار طبیعت در قلهٔ «شیرکوه» جمع شدند تا توجهات را به راه هنگ کنگ معطوف کنند.

شامگاه ۲۳ اوت، حدود ۱۳۵۰۰۰ نفر در کمپین «راه هنگ کنگ» شرکت کردند تا توجهات را به پنج خواستهٔ جنبش را جلب کنند. آنها دست به دست هم دادند تا زنجیره‌ای انسانی به طول ۵۰ کیلومتر را ایجاد کنند که تا دو طرف بندر هنگ کنگ و قلهٔ شیرکوه کشیده شد. این اقدام از یک واقعهٔ مشابه در ۲۳ اوت ۱۹۸۹ الهام گرفته شده‌است. راه بالتیک ۲ میلیون نفر را درگیر کرد و ۶۷۵ کیلومتر در طول سرزمین‌های استونی، لتونی و لیتوانی بکشیده شد. هدف این زنجیره، استقلال از جمهوری شوروی بود. رویداد «راه هنگ کنگ» از انجمن‌های ال.آی.اچ.کی. جی و گروه‌های چت تلگرامی برای کمک به ایجاد زنجیره انسانی استفاده کرد. یکی از شرکت‌کنندگان در این رویداد، این اعتراضات را با اعتراضات قبلی بسیار متفاوت توصیف کرد: «این بار به جای تهدید و خشم و نفرت، هماهنگی و عشق نشان داده شد. روحیهٔ وحدت بسیار قوی است.»
در ادامهٔ مبارزات «راه هنگ کنگ»، برخی از دانش آموزان دورهٔ متوسطه در اوایل ماه سپتامبر زنجیرهای انسانی را در اطراف مدارس خود تشکیل دادند.

### شعارهای دموکراسی‌خواهی شبانه
معترضین سنت فریاد شعار از پنجره‌های آپارتمان خود در شب را آغاز کردند. از ۱۹ اوت، ساکنان هر شب ساعت ۱۰ در کنار پنجره فریاد شعار می‌دهند تا همسایگان و ساکنان مجاورشان، بعد از پایان اعتراضات و مبارزات اجتماعی، روحیه بگیرند. شعارهای دموکراسی‌خواهی و اعتراضات به پلیس و دولت را می‌توان در خارج از خوابگاه دانشگاه‌ها و در محله‌های سراسر هنگ کنگ شنید. ایده برگزاری یک «کنسرت دیروقت شبانه» آزاد و عمومی در ابتدا از انجمن‌های ال.آی.اچ.کی. جی شروع شد و به عنوان یک اقدام منظم هم‌بسته و راهی برای ابراز شکایت به شیوه‌ای تعاملی مورد توجه قرار گرفته‌است. شعارهای متداولی که معترضین فریاد می‌زنند عبارتند از: «پنج خواسته، نه یکی کمتر»، «آزاد کردن هنگ کنگ، انقلاب زمان ما» و "هنگ کنگی‌ها، شما می‌توانید».
این پدیده با کاسرولاسو و فریاد یازده مقایسه شده‌است.

### کارزارهای دادخواست

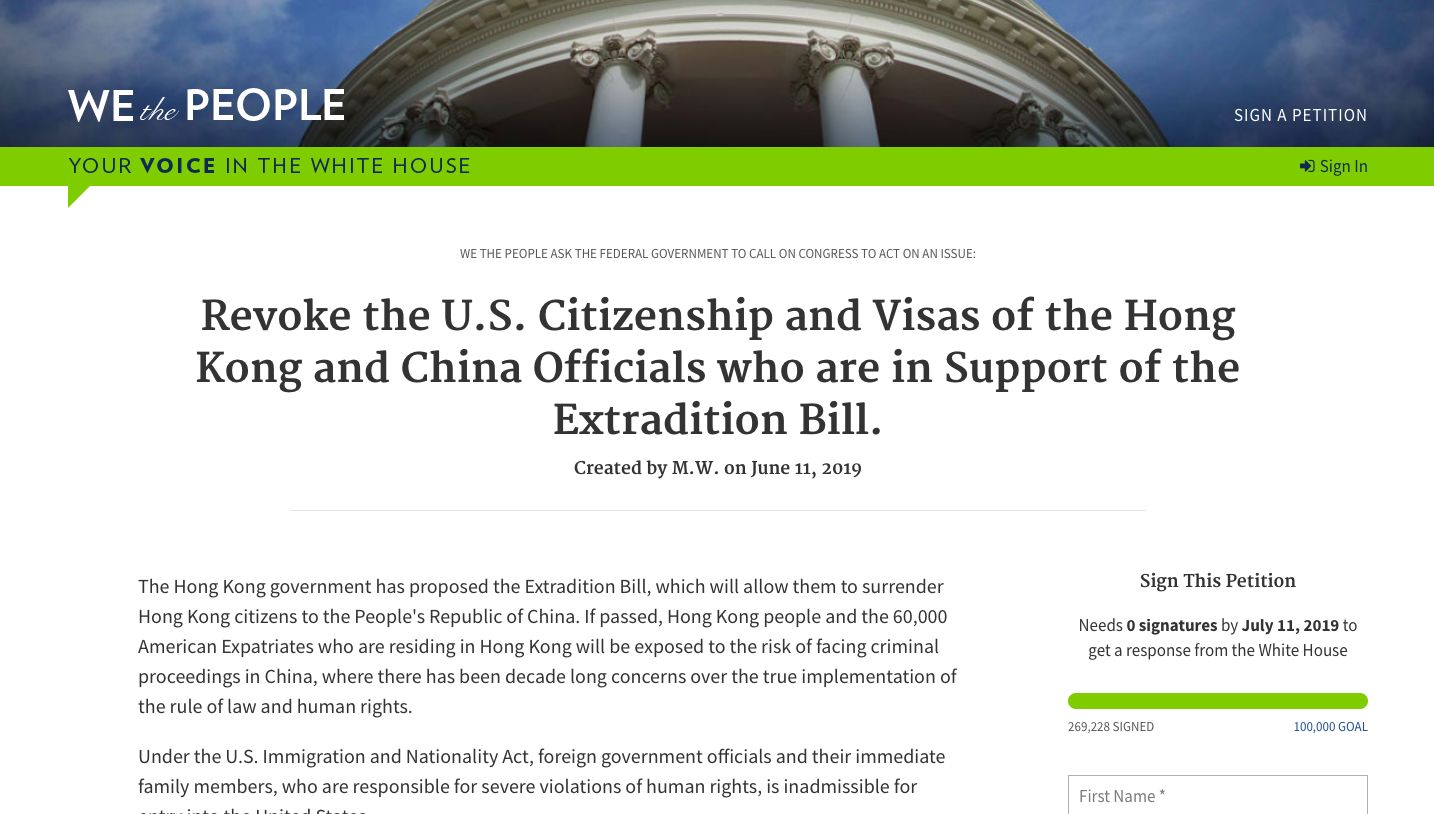
دادخواستی برای لغو تابعیت ایالات متحده و ویزاهای مقامات هنگ کنگی و چینی که از لایحه استرداد حمایت می‌کنند.

از ماه مه ۲۰۱۹ به بعد، طومارهای متعددی علیه این لایحه از طرف بیش از ۲۰۰ مدرسهٔ راهنمایی، صنایع مختلف، حرفه‌ها و محلات امضا شد. بیش از ۱۶۷٬۰۰۰ دانش آموز، فارغ‌التحصیل و معلم از تمام دانشگاه‌های دولتی و یکی از هر هفت مدرسهٔ متوسطه در هنگ کنگ، از جمله کالج سنت فرانسیس که کری لم در آن تحصیل کرد، نیز طومارهای آنلاینی را علیه لایحهٔ استرداد را شروع کردند. کالج سنت ماریس و کالج واه‌یان، که به ترتیب وزیر دادگستری ترزا چنگ و وزیر امنیت جان لی در آنها درس خواندند، نیز به این کارزار پیوستند. حتی فارغ التحصیلان، دانش آموزان و معلمان دانشکدهٔ سنت استفان، که قربانی پروندهٔ قتل تایوان، پون هیووینگ، از ترم اول تا سوم در این دانشکده درس خوانده بود، در این کارزار شرکت کردند؛ زیرا در مورد هدف دولت قانع نشده بودند و دولت را متهم کردند که از قتل هم‌کلاسیشان فقط به عنوان بهانه‌ای برای تصویب این لایحه استفاده کرده‌است.
طومارهای آنلاین در «ما مردم» و «تغییر» از دولت‌های کشورهای غربی خواستند که به لایحهٔ استرداد واکنش نشان دهند و مقاماتی که این لایحه حمایت کردند را مسئول بدانند و از طریق ابطال شهروندی آنها و تحریم کردن ایشان، آنها را مجازات کنند. یکی از طومارها دولت فرانسه را ترغیب کرد که جایزهٔ لژیون دونوری را که به کری لم داده را پس بگیرد.
مدیران پیشین دولت، از جمله آنسون چان، دبیرکل سابق امور اداری، چندین نامهٔ سرگشاده به کری لام نوشتند و از او خواستند که به پنج خواستهٔ اصلی اعتراض‌کنندگان پاسخ دهد. حدود ۲۳۰ کارمند دولت از بیش از ۴۰ بخش دولتی، که هویت خود را مخفی کردند، از رادیو تلویزیون هنگ کنگ، دفتر نوآوری و فناوری، سازمان آتش‌نشانی، گمرکی و امور مالیاتی، اداره مهاجرت و بخش خدمات اصلاحی نیز بیانیه مشترکی صادر کردند و ضمن محکوم کردن دولت لم، خواستار استعفای مقامات اصلی درگیر در این حادثه، از جمله لم، جان لی، ترزا چنگ و استفان لو شدند. کارمندان دولت همچنین تهدید کردند که در صورت برآورده نشدن خواسته‌های اصلی معترضان، اعتصاب کارگری را آغار خواهند کرد کخ موجب فلج شدن عملکردهای دولت خواهد شد.

## زبان و هنر

### هنرها

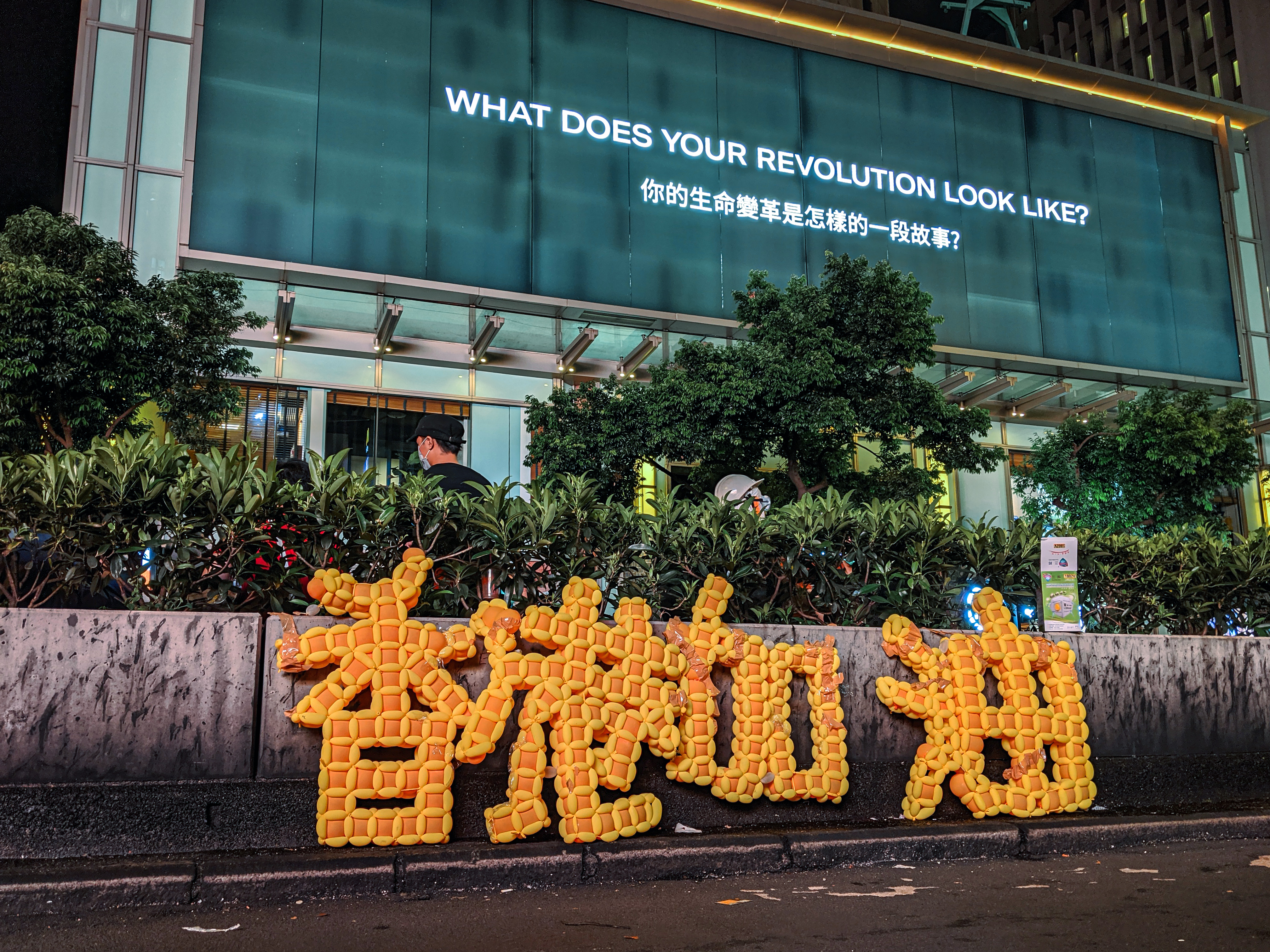
پیام اعتراضی نوشته شده با استفاده از مدل‌سازی بالون

زبان کانتونی نقش مهمی در این اعتراضات داشته‌است. یکی از شعارهای اولیهٔ اعتراضی «مخالفت با ارسال به چین» که با جملهٔ «دیدن یک خویشاوند روبه مرگ» نیز هم‌آوا بود، به سرعت جلب توجه کرد. برای پس‌زدن ترول‌های آنلاین و جاسوسان چینی که بر این انجمن‌ها نظارت می‌کردند، برخی از شهروندان از زبان نوشتار-آوایی کانتونی برای ارتباط با دیگران استفاده می‌کردند؛ درک این زبان برای اهالی چین دشوار است. آنچه کری لم و پلیس گفتند نیز توسط معترضین مورد تمسخر قرار گرفت و باعث شد تا معترضان از این گفته‌ها به عنوان میم، برچسب‌های واتس‌اپ استفاده کنند یا برخی را روی تی‌شرت‌های خود چاپ کنند. انواع مختلفی از اعتراضات کانتونی در جریان اعتراض شکل گرفت. به عنوان مثال، معترضین اغلب «رؤیا» می‌دیدند، از این کلمه در انجمن‌های اینترنتی و هنگام بحث در مورد مکان گردهمایی معترضین استفاده می‌شد. وقتی تظاهرات یا اعتراضات ممنوع شد، معترضین از ممنوعیت سرپیچی می‌کردند و اصطلاحاً به «خرید» می‌رفتند. وقتی یک معترض فریاد می‌زد «داره بارون میاد»، معترضان همراه او چترهای خود را برای مخفی کردن هویت گروه معترض باز می‌کردند.
معترضین آثار اقتباسی زیادی را برای تمسخر و محکوم کردن لم و پلیس خلق کردند؛ مانند تبدیل علائم دستورالعمل ام‌آرتی به مجموعه ای از کارتهای «حواستان به اراذل باشه» که به حمله یوون لانگ اشاره می‌کرد. هنرمندان همچنین تنوعی از بازی کوچک «بینگو» ساختند که به مردم اجازه می‌دهد حدس بزنند که کری لم در کنفرانس مطبوعاتی بعدی خود چه می‌گوید. معترضین «میم‌های میان‌سالان» را ایجاد کردند که سالمندان شهر را از وقایع موجود در این شهر آگاه می‌کرد. و پوسترهای مختلفی را ساختند که هدف آنها آگاه‌سازی مردم از آنچه اتفاق افتاده، الهام بخشی به مردم جهت پیوستن به اعتراضات و ارائه امداد کمدی است.

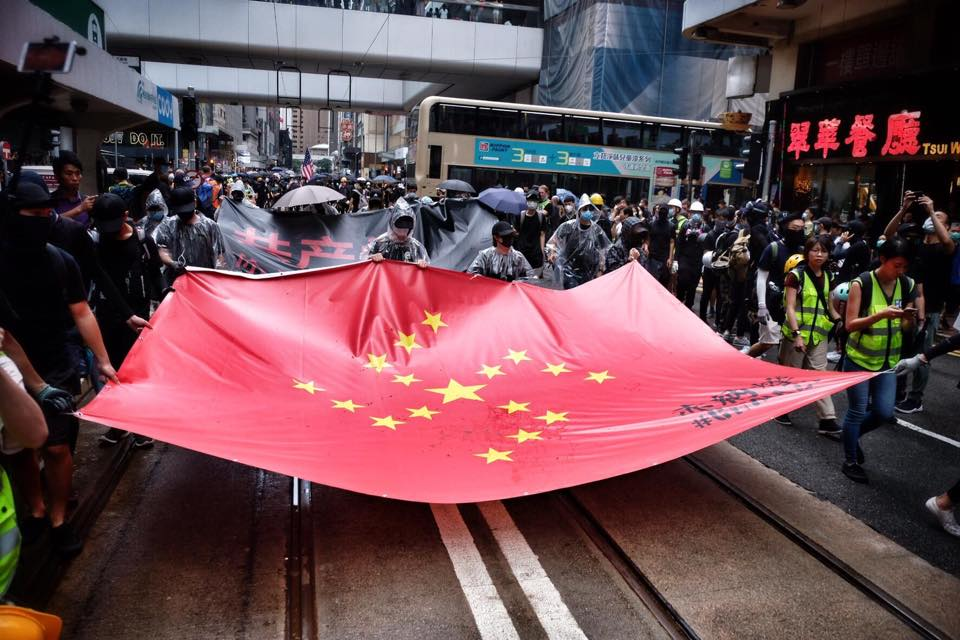
پرچم چینازی

### آهنگ‌های اقتباسی

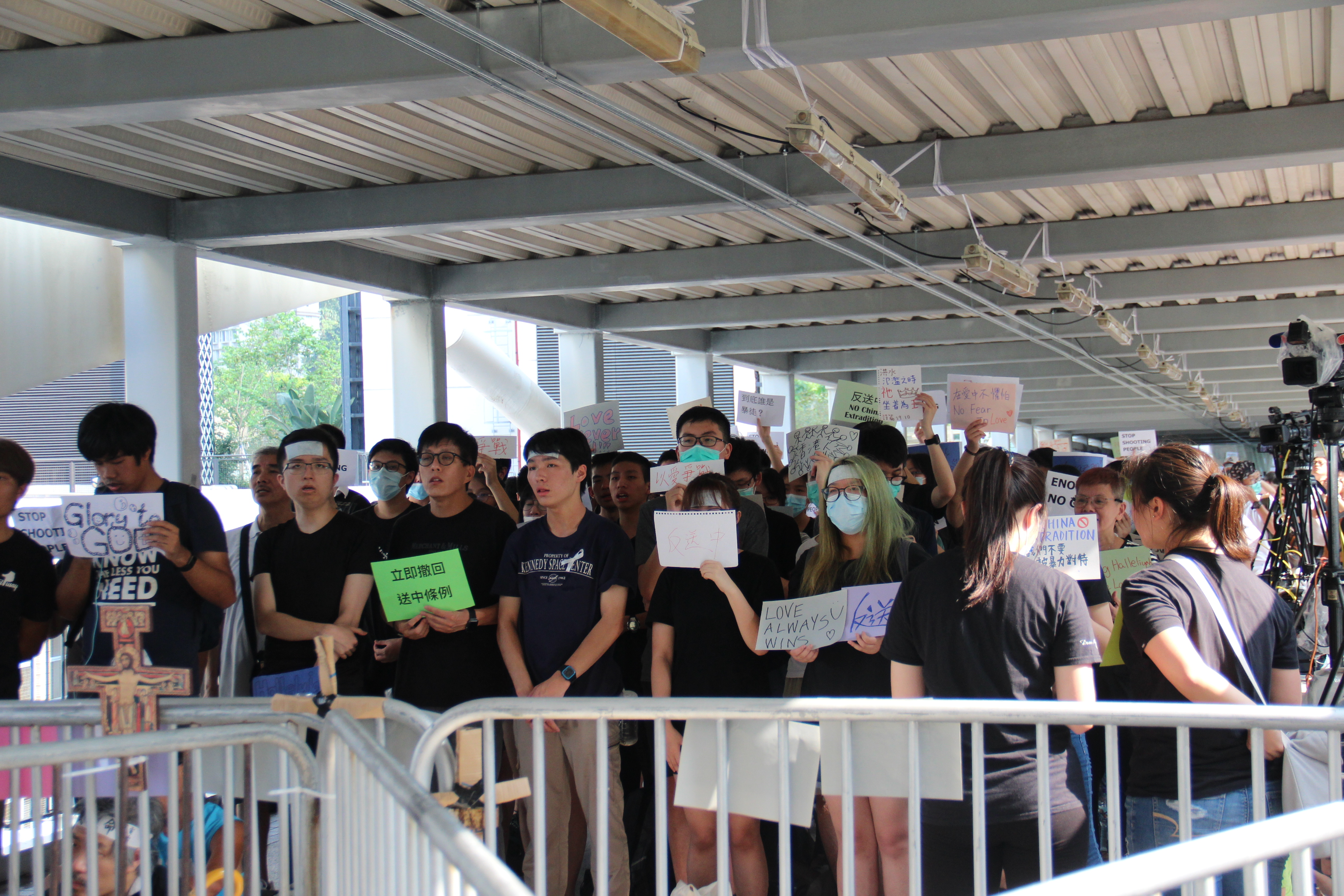
گروهی از مسیحیان «برای پروردگار سرود شکرگزاری بخوان» را در نزدیکی مجموعه ساختمان دولت مرکزی می‌خوانند.

یک سرود مسیحی در سال ۱۹۷۴ با عنوان «برای پروردگار سرود شکرگزاری بخوان» به «سرود غیررسمی» اعتراضات ضد استرداد تبدیل شده‌است و در بسیاری از اماکن اعتراضی شنیده می‌شود. در ۱۱ ژوئن، گروهی از مسیحیان در ساختمان دولت مرکزی، شروع به خواندن ملودی سادهٔ چهار سطری کردند. صبح روز ۱۲ ژوئن، مسیحیان که توسط کشیش‌ها رهبری می‌شدند، برای جلوگیری از خشونت میان جمعیت و پلیس ایستادند و با خواندن سرود روحانی برای هنگ کنگ دعا کردند. طبق آیین نامهٔ نظم عمومی هنگ کنگ، اجتماعات مذهبی از تعریف «اجتماع» یا «گردهمایی» معاف هستند و همین امر کار را برای پلیس سخت می‌کرد. این آهنگ در طول شب و برای ده ساعت مکرراً خوانده شد و ویدیوی آن نیز در اینترنت پر بازدید بود. بسیاری از وزارتخانه‌های محلی هنگ کنگ که از کلیساهای زیرزمینی در چین پشتیبانی می‌کنند، از این اعتراضات حمایت کردند. بیشتر کلیساهای هنگ کنگ تمایل دارند که از دخالت‌های سیاسی اجتناب کنند. اما بسیاری از آنها دربارهٔ تأثیر لایحه استرداد بر مسیحیان نگران هستند زیرا سرزمین اصلی چین قوانین آزاد مذهبی ندارد.
«صدای آواز مردم را می‌شنوی؟»، ترانه‌ای که به عنوان سرود غیررسمی انقلاب چتری در سال ۲۰۱۴ شناخته می‌شد، بار دیگر بر سر زبان‌ها افتاد. همچنین معترضان این ترانه را در بازی دوستانهٔ فوتبال بین منچسترسیتی و کیتچی خواندند. معترضان هدف از این کار را بالا بردن آگاهی جهانی از مسائل هنگ کنگ اعلام کردند.
گروهی از آهنگسازان ناشناس ترانه «شکوهی برای هنگ کنگ» را نوشتند که به زمینهٔ اعتراضات تبدیل شد و توسط معترضین به عنوان سرود ملی غیررسمی هنگ کنگ در نظر گرفته شد. در دهم سپتامبر ۲۰۱۹، معترضین در جریان مسابقهٔ مقدماتی جام جهانی فیفا و در بازیی که میان تیم‌های هنگ کنگ و ایران برگزار شد، اقدام به خواندن این ترانه کردند. در همان شب، این آهنگ نیز در بیش از ده‌ها مرکز خرید در سراسر هنگ کنگ به صورت عمومی خوانده شد.

### پرچم‌ها و نمادها

پرچم بوهینیا سیاه (با گلبرگهای پژمرده)

پرچم دیوار لنون، پرچم پیشنهادی جایگزین برای پرچم بوهینیا سیاه

برخی از معترضین برای حمایت از معرفی آتی قانون حقوق بشر و دموکراسی در هنگ کنگ، لایحهٔ پیشنهادی کنگره ایالات متحده، پرچم آمریکا را در دست داشتند. برخی از معترضین نیز پرچم بریتانیا، تایوان (جمهوری چین) و حتی پرچم آفریقای جنوبی را در دست داشتند. پرچم اژدها و شیر، پرچمی که در دوران استعمار هنگ کنگ استفاده می‌شد، نیز در طول اعتراضات قابل مشاهده بود هرچند که استفاده از آن اغلب مورد اختلاف بود. برخی از معترضین پرچم اوکراین را در دست داشتند، زیرا از انقلاب ۲۰۱۴ اوکراین الهام گرفته بودند و آن را یک منبع حمایت معنوی تلقی می‌کردند.
معترضین همچنین پرچم گل بوهینیای پژمرده یا خون آلود را طراحی کردند که از تغییر پرچم منطقه‌ای هنگ کنگ ساخته شده بود. نسخهٔ سیاه و سفید پرچم هنگ کنگ، که از آن به عنوان «بوهینیا سیاه» یاد می‌شود نیز در اعتراضات دیده شد. پرچم دیگر «چینازی» است؛ این پرچم از پرچم جمهوری خلق چین الگو گرفته‌است، با این تفاوت که ستاره‌های پرچم چینازی طوری مرتب شده‌اند که شکل صلیب شکستهٔ حزب نازی را به خود گرفته‌اند. هدف از این طراحی تشبیه جمهوری خلق چین به حزب نازی آلمان است.
بدیوکو، کاریکاتوریست و مخالف سیاسی چینی، پرچم دیوار لنون که نمادی از جنبش طرفداران دموکراسی هنگ کنگ است، را طراحی کرد. به گفتهٔ بدیوکو، این پرچم مستقیماً از دیوار لنون در هنگ کنگ الهام گرفته‌است. این پرچم شامل ۹۶ مربع رنگی است که نمایندهٔ برگه‌های یادداشتیست که روی این دیوار چسبیده شده‌است: «هر رنگ روی پرچم صدای متفاوتی است؛ و هر صدای فردی مستحق جایگاه خود در هنگ کنگ است.» عدد ۹۶ نمایانگر سال ۱۹۹۶، سال پیش از واگذاری هنگ کنگ به چین است.

## تکنولوژی

### فعالیت آنلاین
معترضین برای تبادل اطلاعات و ایده‌ها از اینترنت استفاده کردند. شهروندان از انجمن آنلاین محبوب ال.آی.اچ.کی. جی برای ایجاد کشش در اعتراضات و دریافت ایده استفاده کردند. از بین این ایده‌ها می‌توان به اختلال در سرویس‌های ام‌آرتی، گردهمایی‌های شبانه، سازماندهی «پیک نیک» (اصطلاحی است که برای اجتناب از نظارت دولت استفاده می‌شود) و ایجاد میمهای اعتراضی‌ای که به سالمندان هنگ کنگ کمک می‌کرد بهتر دلایل اعتراضات را درک کنند، اشاره کرد. میم‌های اینترنتی «په‌په قورباغه» به عنوان سمبل آزادی و مقاومت بسیار مورد استفاده قرار گرفته و توجه رسانه‌های بین‌المللی را به خود جلب کرده‌است.
معترضین با استفاده از تلگرام، یک سرویس پیام رسانی رمزگذاری شده، برای برقراری ارتباط با یکدیگر، پنهان کردن هویت خود و تلاش برای جلوگیری از ردیابی توسط دولت چین و نیروی انتظامی هنگ کنگ استفاده کرده‌اند. سرورهای این برنامه در تاریخ ۱۲ ژوئن تحت حملات منع از سرویس قرار گرفتند. بنیانگذار برنامه، پاول دورف، منشأ این حمله را چین دانست و اظهار داشت که «این حملات همزمان با اعتراضات در هنگ کنگ اتفاق افتاده‌است.»
برخی افراد معترضان را به «داکسینگ» اعضای پلیس متهم کرده‌اند. «داکسینگ» عملی‌ست که در آن فردی اطلاعات شخصی فرد دیگری را بدون اجازه در فضای اینترنتی منتشر می‌کند. پلیس هنگ کنگ ادعا کرد که وب سایتی را پیدا کرده‌است که اطلاعات شخصی بیش از ۶۰۰ افسر را فاش کرده‌است. این وبسایت توست گروهی هکتیویست ناشناس اداره می‌شد. در اوایل ماه ژوئیه، پلیس هشت نفر را در ارتباط با ادعای «داکسینگ» بازداشت کرد. در اتفاقاتی جداگانه، پلیس فعالان را به دلیل درگیری در گروه‌های چت تلگرامی هدف قرار داد: در ماه ژوئن و ژوئیه، دو نفر به جرم توطئه و به اتهام ادارهٔ گروه‌های چت دستگیر شدند و گفته شد که تحقیقات ادامه خواهد یافت. با این حال، هیچ‌کس به جرمی متهم نشده‌است.

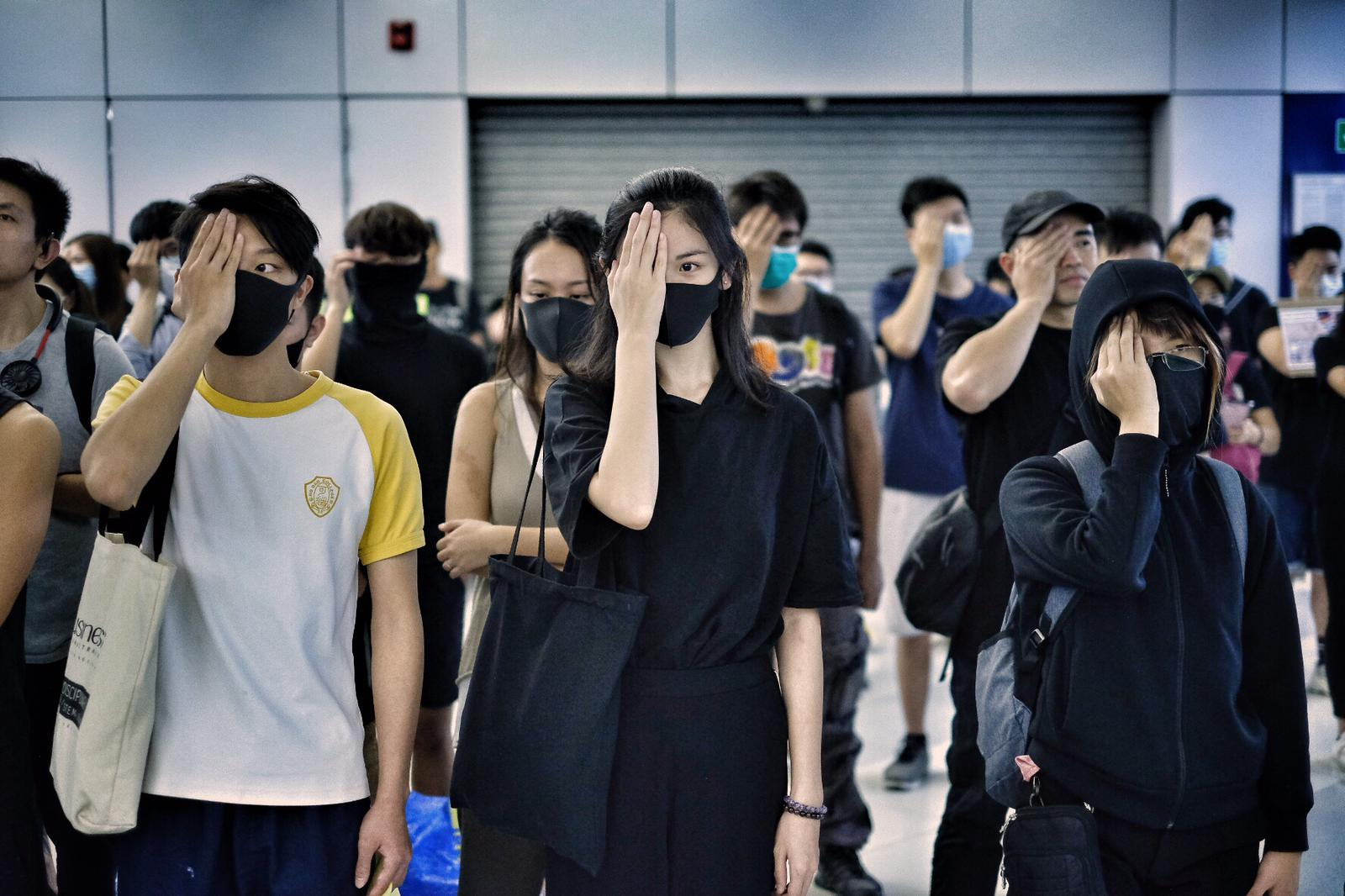
معترضینی که چشم راست خود را پوشاندند

بعد از اتفاق ۱۱ اوت، که گفته می‌شود چشم راست معترضی با گلولهٔ مشقی از بین رفت، شهروندان اینترنت کمپین #Eye4HK را آغاز کرده‌اند و مردم جهان را دعوت می‌کنند تا عکس خود را در حالی که چشم راست خود را پوشانده‌اند، بگیرند و آن را در رسانه‌های اجتماعی به اشتراک بگذارند تا حمایتشان را ز جنبش و معترضین ضد استرداد نشان دهند.

### داده‌پراکنی از ایردراپ
در ماه ژوئن و ژوئیه، معترضین در هنگ کنگ از ویژگی ایردراپ دستگاه‌های اپل برای پخش اطلاعات ضد استرداد در فضای عمومی، مانند قطارهای ام‌آرتی استفاده کردند و به گیرندگان این امکان را دادند تا نگرانی‌های مربوط به قانون پیشنهادی را، با هدف افزایش آگاهی در بین ساکنین هنگ کنگ، بخوانند.
در جریان اعتراضات 7 ژوئیه در تسیم شا تسوی، یک منطقه بزرگ گردشگری، معترضین دوباره از ایردراپ برای به اشتراک گذاشتن اطلاعات در مورد اعتراضات و نگرانی در مورد این لایحه با گردشگرانی از سرزمین اصلی چین استفاده کردند. برخی ازاین کیوآر کدهای به اشتراک گذاشته شده مانند «پول آزاد» از علی‌پی و وی‌چت به نظر می‌رسید، اما در واقع به اطلاعات - نوشته شده به زبان چینی ساده - در مورد جنبش دموکراتیک هدایت می‌شدند. از آنجا که ایردراپ ارتباط مستقیمی بین دستگاه‌های محلی ایجاد می‌کند، این فناوری تلاش‌های سانسور از سوی سرزمین اصلی چین را دور می‌زند. سانسورهایی که تلاش می‌کنند اطلاعات تحریف شده و محدودی را در مورد اعتراضات علیه لایحه استرداد به جهانیان ارائه دهد.

### پخش توری نقطه به نقطه
معترضین قبل از این هم از استفاده پیامک، ایمیل و وی‌چت که توسط دولت نظارت می‌شود و به راحتی رصد می‌شوند، خودداری می‌کردند. با این احتمال که دولت ممکن است قانونی اضطراری از جمله اقداماتی برای قطع اتصال به اینترنت را تصویب کند، هنگ کنگ شاهد بالا رفتن استفاده از یک بستهٔ نرم‌افزاری شبکهٔ بی‌سیم ادهاک تلفن هوشمند به نام Bridgefy بوده‌است، که یک برنامهٔ شبکهٔ توری بلوتوث نقطه به نقطه است. اگرچه پروتکل بلوتوث ایمن نیست، و ابرداده را می‌توان توسط کسانی که با ابزار فنی آشنا هستند نشان داد، اما این برنامه امکان انتقال پیام‌ها را بدون اتصال به اینترنت فراهم می‌کند. این برنامه با ایجاد ارتباطات بلوتوث استاندارد میان کاربران و از طریق ایجاد شبکهٔ توری در کل شهر، کار می‌کند. پیام‌ها از طریق تلفن‌های دیگر کاربران Bridgefy تا رسیدن به هدف مورد نظر انتقال می‌یابند. پیام‌های مستقیم رمزگذاری می‌شوند، در حالی که پیام‌های منتشرشدهٔ عمومی رمزگذاری نمی‌شوند. حالت پخش اجازه می‌دهد تا پیام‌ها برای همه کاربران در محدوده فوری ارسال شود. ناشر برنامه اعلام کرد که بارگیری ماه اوت این برنامه بیش از چهل برابر افزایش یافته‌است، به‌طوری که در آخرین هفته ماه اوت بیش از شصت‌هزار بار نصب شده‌است که بیشتر از سمت کاربران ساکن هنگ کنگ بوده‌است. در اعتراضات سال ۲۰۱۴ هنگ کنگ، از فایرچت برای ایجاد شبکهٔ اد هاک تلفن‌های هوشمند استفاده می‌شد.

### سرمایه‌گذاری جمعی

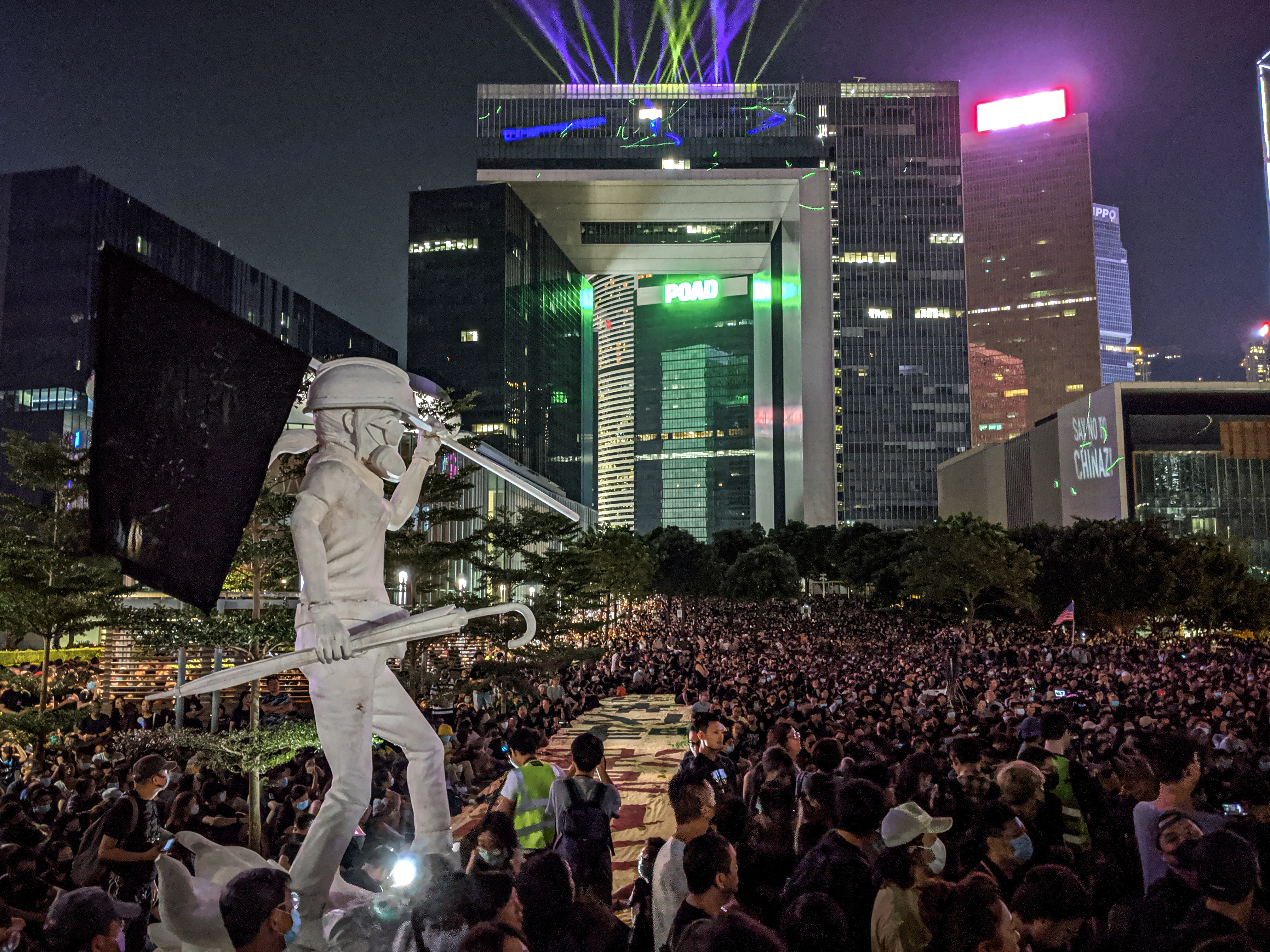
تندیس طرفدار دموکراسی «بانوی آزادی هنگ کنگ» نیز ظرف شش ساعت به هدف خود برای جمع‌آوری پول رسید.

علاوه بر راه‌اندازی کارزار سرمایه‌گذاری جمعی برای تبلیغات در روزنامه‌های اصلی بین‌المللی، ساکنان هنگ کنگ بودجه ای را برای حمایت از هزینه‌های حقوقی و هزینه‌های پزشکی بازداشت‌شدگان و معترضان زخمی جمع‌آوری کردند. به عنوان مثال، صندوق امداد بشردوستانه ۶۱۲ بیش از ۱۲ میلیون دلار هنگ کنگ در یک ماه جمع‌آوری کرد. سازمان دیگری که به معترضین کمک‌های مالی ارائه می‌داد، «اتحاد جرقه» بود؛ هرچند که پلیس و اچ‌اس‌بی‌سی بیش از ۷۰ میلیون دلار هنگ کنگ (۹ میلیون دلار) بودجه برای اعتراضات در دسامبر سال ۲۰۱۹ را مصادره کردند و سه مرد و یک زن را که همگی مسئول عملیاتی این گروه بودند را به اتهام «مشکوک بودن به پول‌شویی» دستگیر کردند.
تندیس طرفدار دموکراسی «بانوی آزادی هنگ کنگ» نیز به هدف خود برای جمع‌آوری ۲۰۰۰۰۰۰ دلار هنگ کنگ در مدت شش ساعت رسید.

## تبلیغات

### کارزار تبلیغاتی
در ماه ژوئن و قبل از اجلاس سران گروه۲۰ که در ۲۸ و ۲۹ ژوئن در اوساکا برگزار می‌شد، معترضین برای افزایش آگاهی جهانی و ترغیب رهبران جهان برای مداخله در این لایحه، اقدام به سرمایه‌گذاری جمعی برای قرار دادن نامه‌های سرگشادهٔ خود به صورت تبلیغات تمام صفحه در روزنامه‌های اصلی بین‌المللی کردند. آنها از رهبران جهانی خواستند تا «با [آنها] متحد شوند» و «خواستار محافظت از آزادی و استقلال هنگ کنگ از دخالت‌های دولت چین» شدند. هدف جمع‌آوری ۳ میلیون دلار هنگ کنگ در کمتر از چهار ساعت بدست آمد و ۵٫۴۵ میلیون دلار هنگ کنگ در کمتر از شش ساعت جمع‌آوری شد. این نامهٔ سرگشاده در روزنامه‌های مشهور بین‌المللی از جمله نیویورک تایمز، گاردین، ژاپن تایمز، گلوب اند میل، زوددویچه تسایتونگ، چوسان ایلبو، لو موند و نسخهٔ آنلاین پولوتیکو یوروپ منتشر شد. تبلیغات برای هر گاهنامه به زبان محلی مخاطبان چاپ می‌شد و با اینکه طراحی و چیدمان گرافیکی متفاوت بود، بیشتر آنها شامل شعار و درخواست «در گروه۲۰ در کنار هنگ کنگ بایستید» در کنار نامهٔ سرگشاده بود.
یک کمپین GoFundMe در ۱۱ اوت ۲۰۱۹ برای جمع‌آوری بودجه در جهت شروع کارزار تبلیغاتی دوم آغاز شد. این کارزار توانست ۱٫۹۷ میلیون دلار آمریکا در دو ساعت و با مشارکت بیش از ۲۲۵۰۰ نفر جمع‌آوری کند. از این درآمدها برای قرار دادن مجدد نامه‌های سرگشاده به عنوان آگهی‌های تمام صفحه در ۱۳ روزنامه اصلی بین‌المللی از جمله گلوب اند میل، نیویورک تایمز، لوموند، ال موندو و کیونگ هایانگ شین‌مون استفاده شد. این تبلیغات در ۱۷ اوت ۲۰۱۹ درروزنامه‌ها قرار گرفتند.

### کنفرانس مطبوعاتی شهروندان

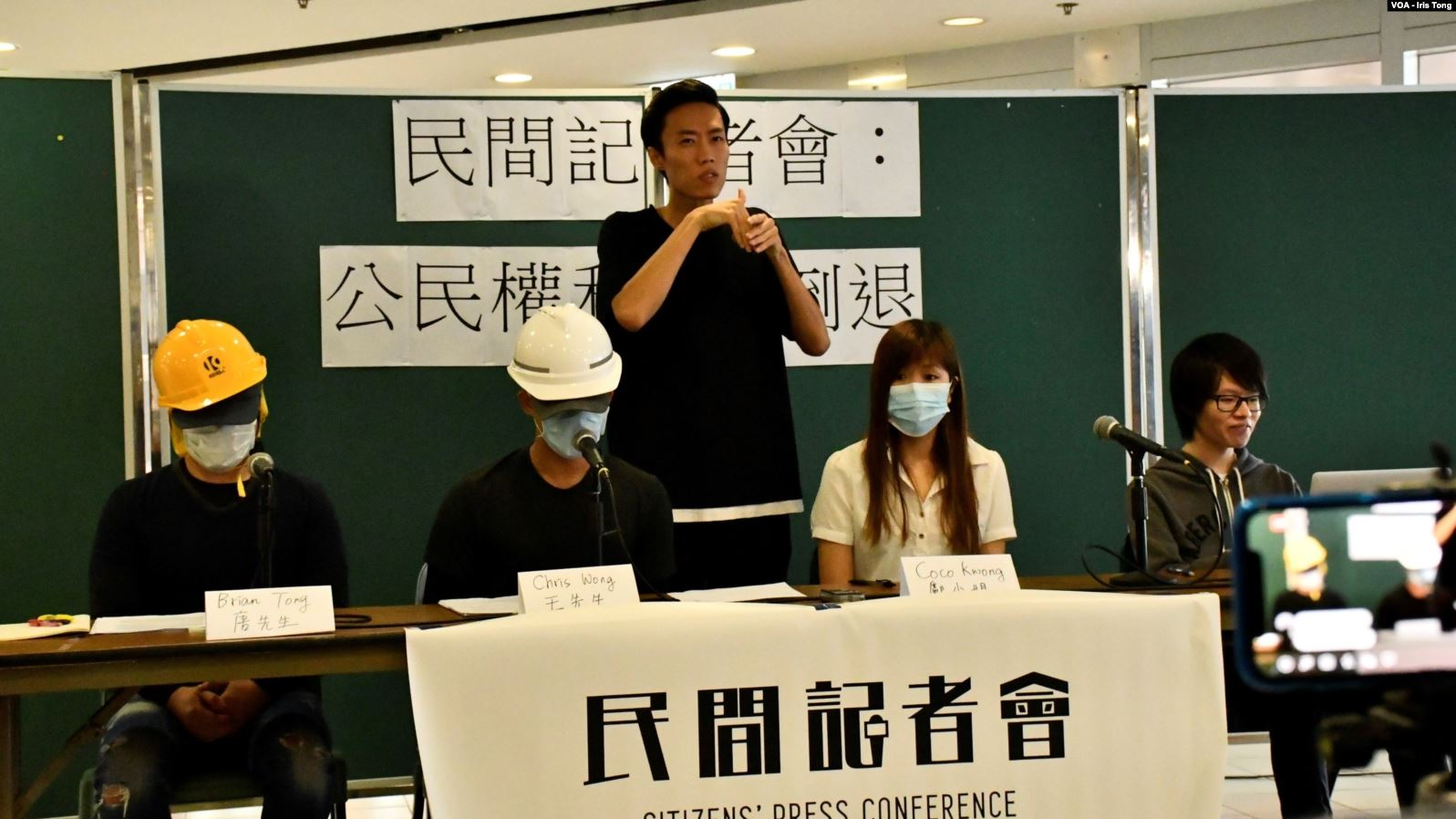
کنفرانس مطبوعاتی شهروندان که توسط معترضین برگزار شد - ۱۹ اوت ۲۰۱۹

گروهی از معترضین به امید «انتشار صداهای شنیده نشده» و نظرات شخصی خودشان برای عموم، کنفرانس مطبوعاتی شهروندان برگزار کردند. این کنفرانس پاسخی به جلسات مطبوعاتی روزانهٔ پلیس بود. به باور معترضان، پلیس در این جلسات «تحریف‌های مخرب» و «اخبار کذب» را گسترش می‌دهد و معترضان قصد داشتند از این کنفرانس‌های مطبوعاتی به عنوان «وزنه‌ای علیه قدرت انحصاری دولت در گفتمان سیاسی» استفاده کنند. در کنفرانس‌های مطبوعاتی، معترضین لباس مشکی می‌پوشیدند، از ماسک‌های صورت و کلاه ایمنی استفاده می‌کردند و بحث را در دو زبان کانتونی و انگلیسی و به همراهی یک مترجم زبان اشاره انجام می‌دادند. این کنفرانس‌های مطبوعاتی با استفاده از تلگرام و ال‌آی‌اچ‌کی‌جی هماهنگ می‌شدند و سخنرانان تأکید می‌کردند که آنها رهبران جنبش نیستند بلکه امیدوارند صدایی برای متوسط معترضان باشند. کوارتز توضیح داد که چنین تاکتیکی، «خط مقدم» نبرد در جبههٔ روابط عمومی با دولت است.

به گفتهٔ بروس لوی از دانشگاه باپتیست هنگ کنگ، «کنفرانس مطبوعاتی شهروندان دل‌ها و ذهن‌ها را ازآن خود کرده‌است. از همه مهم‌تر، این کنفرانس نمایندهٔ چیزی‌ست که قدرت فاقد آن است - اصالت و اخلاص. اینجا مردم از سخنرانی‌های تکراری و پاسخ‌های از پیش‌تعیین شده، خسته شده‌اند.»